# Cobososia pallescens
Cobososia pallescens là một loài bọ cánh cứng trong họ Aderidae. Loài này được Wollaston miêu tả khoa học năm 1854.